# Рожен (връх)
Вижте пояснителната страница за други значения на Рожен.
Рожен е връх в Западните Родопи. Височината му е 1750 m. До върха е построена Национална астрономическа обсерватория - Рожен.

## История
През 1912 г. през Рожен минават героите на полк. Владимир Серафимов, освободителите на Централните Родопи.